# Schweizer Meisterschaften im Skilanglauf 2004
Die Schweizer Meisterschaften im Skilanglauf 2004 fanden vom 22. bis zum 25. Januar 2004 und am 27. und 28. März 2004 in Pontresina statt. Ausgetragen wurden bei den Männern die Distanzen 15 km und 30 km, sowie ein Doppelverfolgungsrennen und die 4 × 10 km Staffel. Bei den Frauen fanden die Distanzen 10 km und 30 km, sowie ein Doppelverfolgungsrennen und die 4 × 5 km Staffel statt. Zudem wurden Sprintrennen ausgetragen. Bei den Männern gewann Wilhelm Aschwanden über 50 km, sowie mit der Staffel vom SC Marbach, Christoph Schnider über 15 km und Reto Burgermeister in der Doppelverfolgung. Zudem siegte Peter von Allmen im Sprint. Bei den Frauen gewann Laurence Rochat über 30 km und in der Doppelverfolgung, Seraina Mischol im Sprint, Natascia Leonardi Cortesi in der Doppelverfolgung und die Staffel vom SC Bernina Pontresina.

## Männer

### 15 km Freistil
| Platz | Name               | Verein          | Zeit (min) |
| ----- | ------------------ | --------------- | ---------- |
| 01    | Christoph Schnider | Flühli          | 40:27,3    |
| 02    | Reto Burgermeister | SC Davos        | 40:28,2    |
| 03    | Gion-Andrea Bundi  | Rätia Chur      | 40:55,4    |
| 04    | Thomas Frei        | SC Davos        | 41:19,6    |
| 05    | Toni Livers        | Trun            | 41:22,4    |
| 06    | Patrick Mächler    | SC Galgenen     | 41:26,6    |
| 07    | Wilhelm Aschwanden | SC Marbach      | 41:39,4    |
| 08    | Christian Stebler  | Wolfenschiessen | 41:53,6    |
| 09    | Remo Fischer       | Wald ZH         | 41:58,9    |
| 10    | Andreas Zihlmann   | SC Marbach      | 42:22,9    |

Datum: Donnerstag, 22. Januar 2004

### Sprint Freistil
| Platz | Name                | Verein       |
| ----- | ------------------- | ------------ |
| 1     | Peter von Allmen    | SC Bex       |
| 2     | Dominik Walpen      | Reckingen    |
| 3     | Christoph Eigenmann | Watwil       |
| 4     | Gaudenz Flury       | SC Davos     |
| 5     | Andreas Buchs       | Im Fang      |
| 6     | Bernhard Burn       | SC Adelboden |
| 7     | Corsin Rauch        | Zernez       |
| 8     | Andreas Waldmeier   | TG Hütten    |

Datum: Samstag, 24. Januar 2004

### 2 × 10 km Doppelverfolgung
| Platz | Name               | Verein          | Zeit (min) |
| ----- | ------------------ | --------------- | ---------- |
| 01    | Reto Burgermeister | SC Davos        | 55:49,2    |
| 02    | Christian Stebler  | Wolfenschiessen | 55:56,5    |
| 03    | Christoph Schnider | Flühli          | 56:50,4    |
| 04    | Wilhelm Aschwanden | SC Marbach      | 56:53,7    |
| 05    | David Romer        | Mols            | 57:03,7    |
| 06    | Tino Mettler       | Schwyz          | 57:40,4    |
| 07    | Remo Fischer       | Wald ZH         | 57:51,3    |
| 08    | Beat Koch          | SC Marbach      | 58:13,2    |
| 09    | Andreas Zihlmann   | SC Marbach      | 58:18,4    |
| 10    | Gion-Andrea Bundi  | Rätia Chur      | 58:26,9    |

Datum: Sonntag, 25. Januar 2004

### 50 km klassisch
| Platz | Name               | Verein          | Zeit (std) |
| ----- | ------------------ | --------------- | ---------- |
| 01    | Wilhelm Aschwanden | SC Marbach      | 2:24:16,4  |
| 02    | Christian Stebler  | Wolfenschiessen | 2:24:18,0  |
| 03    | Christoph Schnider | Flühli          | 2:24:22,2  |
| 04    | Gion-Andrea Bundi  | Rätia Chur      | 2:25:13,1  |
| 05    | Urs Graf           | Aeschi          | 2:28:19,5  |
| 06    | Reto Burgermeister | SC Davos        | 2:29:03,1  |
| 07    | Toni Livers        | Trun            | 2:29:38,5  |
| 08    | Christophe Fresard | Saignelegier    | 2:31:52,7  |
| 09    | Marco Mühlematter  | Bönigen         | 2:32:27,5  |
| 10    | David Romer        | Mols            | 2:33:05,7  |

Datum: Samstag, 27. März 2004

### 3 × 10 km Staffel
| Platz | Namen                                            | Verein                  | Zeit (std) |
| ----- | ------------------------------------------------ | ----------------------- | ---------- |
| 01    | Wilhelm Aschwanden Erwin Lauber Andreas Zihlmann | SC Marbach              | 1:17:39,0  |
| 02    | Bruno Joller Christian Stebler Andreas Hurschler | Bannalp-Wolfenschiessen | 1:18:33,1  |
| 03    | Martin Michel Thomas Diezig Mathias Simmen       | Grenzwachtkorps         | 1:19:08,3  |
| 04    | Joel Heer Reto Burgermeister Thomas Frei         | SC Davos                | 1:19:50,3  |
| 05    |                                                  | SAS Bern                | 1:21:24,0  |

Datum: Sonntag, 28. März 2004

## Frauen

### 10 km Freistil
| Platz | Name                      | Verein            | Zeit (min) |
| ----- | ------------------------- | ----------------- | ---------- |
| 01    | Natascia Leonardi Cortesi | Poschiavo         | 32:37,7    |
| 02    | Cornelia Porrini          | Wald ZH           | 32:51,9    |
| 03    | Seraina Mischol           | SC Davos          | 33:38,0    |
| 04    | Jelena Plotzkaja          | Russland          | 33:39,0    |
| 05    | Andrea Huber              | Alpina St. Moritz | 33:41,0    |
| 06    | Nicole Kunz               | Lengnau           | 34:20,8    |
| 07    | Ursina Badilati           |                   |            |
| 08    | Seraina Boner             |                   |            |
| 09    | Domenica Oswald           |                   |            |
| 010   | Ines Schweizer            |                   |            |

Datum: Donnerstag, 22. Januar 2004

### Sprint Freistil
| Platz | Name             | Verein     |
| ----- | ---------------- | ---------- |
| 1     | Seraina Mischol  | SC Davos   |
| 2     | Laurence Rochat  | Le Pont    |
| 3     | Katherine Calder | Australien |
| 4     | Flurina Bachmann |            |
| 5     | Jelena Plotzkaja | Russland   |
| 6     | Nicole Kunz      | Lengnau    |
| 7     | Seraina Boner    | SC Davos   |
| 8     | Domenica Oswald  |            |

Datum: Samstag, 24. Januar 2004
 Ausländische Teilnehmerinnen erhielten keine Medaille.

### 2 × 5 km Doppelverfolgung
| Platz | Name                      | Verein            | Zeit (min) |
| ----- | ------------------------- | ----------------- | ---------- |
| 01    | Laurence Rochat           | Le Pont           | 32:41,6    |
| 02    | Seraina Mischol           | SC Davos          | 33:08,1    |
| 03    | Natascia Leonardi Cortesi | Poschiavo         | 33:12,5    |
| 04    | Andrea Huber              | Alpina St. Moritz | 34:03,6    |
| 05    | Ursina Badilati           | Poschiavo         | 34:17,4    |
| 06    | Cornelia Porrini          | Wald ZH           | 34:18,3    |
| 07    | Seraina Boner             | SAS Bern          |            |
| 08    | Nicole Kunz               | Lengnau           |            |
| 09    | Domenica Oswald           |                   |            |
| 010   | Flurina Bachmann          |                   |            |

Datum: Sonntag, 25. Januar 2004

### 30 km klassisch
| Platz | Name                      | Verein                | Zeit (std) |
| ----- | ------------------------- | --------------------- | ---------- |
| 01    | Laurence Rochat           | Le Pont               | 1:36:43,3  |
| 02    | Natascia Leonardi Cortesi | Poschiavo             | 1:36:48,7  |
| 03    | Seraina Mischol           | SC Davos              | 1:41:26,0  |
| 04    | Ursina Badilati           | Poschiavo             | 1:42:49,1  |
| 05    | Seraina Boner             | SAS Bern              | 1:43:58,0  |
| 06    | Nicole Kunz               | Lengnau               | 1:45:34,0  |
| 07    | Flurina Bachmann          | SC Bernina Pontresina |            |
| 08    | Domenica Oswald           |                       |            |
| 09    | Karin Zeller              |                       |            |

Datum: Samstag, 27. März 2004

### 3 × 5 km Staffel
| Platz | Namen                                          | Verein                | Zeit (min) |
| ----- | ---------------------------------------------- | --------------------- | ---------- |
| 01    | Selina Gasparin Myrta Damaso Flurina Bachmann  | SC Bernina Pontresina | 46:56,3    |
| 02    | Nadia Burlakova Theres Klaesi Cornelia Porrini | SC am Bachtel         | 48:08,9    |
| 03    | Melanie Zemp Tanja Schumacher Silvana Bucher   | SC Entlebuch          | 48:20,8    |
| 04    |                                                | SC Davos              | 48:36,8    |
| 05    |                                                | SC Marbach            | 49:37,4    |

Datum: Sonntag, 28. März 2004